# Hasbro Interactive
Hasbro Interactive fue una productora y publicadora de videojuegos estadounidense subsidiaria de Hasbro, la gran empresa de juegos y juguetes. Varios de sus estudios se cerraron a principios del 2000 y la mayoría de sus propiedades se vendieron a Infogrames que completó el cierre de su estudio a finales del 2000.

## Historia
Hasbro Interactive se formó a fines de 1995 para competir en el campo de los videojuegos. Varias propiedades de Hasbro, como Monopoly y Scrabble, ya habían sido convertidas en videojuegos exitosos por licenciatarios como Virgin Interactive. Con la experiencia de juego de Hasbro, los videojuegos parecían una extensión natural de la empresa y una buena oportunidad para aumentar los ingresos. El objetivo de Hasbro Interactive era desarrollar y distribuir juegos basados en la propiedad de Hasbro y la subsidiaria existió solamente por seis años.

### Crecimiento fuerte
En 1997, los ingresos aumentaron un 145% pasando de $35 millones de dólares a $86 millones de dólares.
Hasbro Interactive se embarcó en un desarrollo tanto interno como externo, y adquirió algunos desarrolladores y editores de videojuegos más pequeños como MicroProse por $70 millones de dólares, y Avalon Hill por $6 millones, ambos en 1998. Hasbro adquirió los derechos de 300 juegos cuando compró Avalon Hill. Con esas adquisiciones, los ingresos de Hasbro Interactive aumentaron un 127% en 1998 a $196 millones de dólares y las ganancias a $23 millones de dólares. Hasbro Interactive estaba creciendo tan rápido que se habló de alcanzar los $1000 millones de dólares en ingresos para 2002. También compraron las marcas restantes y otros derechos de la propiedad intelectual de Atari Corporation de JTS, y participaron en algunas otras licencias de videojuegos, como Frogger de Konami. Buscaron utilizar las marcas de juegos de mesa de Hasbro, los títulos de MicroProse, Avalon Hill y Wizards of the Coast como palanca para aumentar los ingresos.
Hasbro Interactive se convirtió en el tercer editor de videojuegos en los tres años posteriores a su fundación. Pero en 1999, Hasbro Interactive perdió $74 millones de dólares en ingresos de $237 millones de dólares, un crecimiento de solo 20% con respecto al año anterior. A fines de 1999, con varios proyectos de juegos en marcha y decenas de nuevos empleados, muchos de los cuales se mudaron solo para trabajar para la empresa, Hasbro Interactive cerró varios estudios en una medida de reducción de costos. Los estudios afectados incluyeron las antiguas oficinas de MicroProse ubicadas en Alameda, California y Chapel Hill, Carolina del Norte. Los empleados despedidos en el cierre del estudio Hasbro Interactive de Carolina del Norte iniciaron una empresa de desarrollo de juegos, Vicious Cycle Software. En 4 años, los ingresos de Hasbro Interactive aumentaron un 577%.

### Venta a Infogrames
A mediados de 2000, la burbuja de las puntocom había estallado. El precio de las acciones de Hasbro había perdido el 70% de su valor en poco más de un año y Hasbro registraría una pérdida neta por primera vez en dos décadas.
Ante estas dificultades, el 29 de enero de 2001, Hasbro vendió el 100% de Hasbro Interactive a la empresa de software francesa Infogrames. La venta incluyó casi todos sus derechos y propiedades relacionados con los videojuegos, la marca Atari y la división Game.com de Hasbro, el legendario desarrollador MicroProse y todos sus títulos de software hasta ese momento, excepto la propiedad Avalon Hill. El precio de venta de Hasbro Interactive fue de $100 millones de dólares, siendo $95 millones como $4,5 millones de acciones ordinarias de Infogrames y $5 millones de dólares en efectivo. Según los términos del acuerdo de venta, Infogrames obtuvo los derechos para desarrollar juegos basados en propiedades de Hasbro por un período de 15 años más una opción por 5 años adicionales en función del rendimiento. Hasbro Interactive se convirtió en Infogrames Interactive, y después de mayo de 2003, pasó a llamarse Atari Interactive, Inc., una subsidiaria de propiedad total de Infogrames Entertainment, SA (IESA). Infogrames (ahora conocido como Atari, SA) todavía mantiene la propiedad de las propiedades originales de Atari recibidas a través de Hasbro que se mantienen en su marcador de posición originado en Hasbro Interactive, Atari Interactive Inc.

### Hasbro recomprando
El 9 de junio de 2005, Hasbro recompró los derechos de juego digital de sus propiedades a Atari por $65 millones de dólares. En el acuerdo, la empresa matriz de Atari adquirió un acuerdo exclusivo de 10 años para producir videojuegos basados en 10 franquicias clave de Hasbro, que incluyen Dungeons & Dragons, Monopoly, Scrabble, Juego de la vida, Battleship, Clue, Yahtzee, Simon, Risk y Boggle. Hasbro recompró los derechos digitales de Transformers, My Little Pony, Tonka, Magic: The Gathering, Connect 4, Candy Land y Playskool.

## Juegos Publicados
Hasbro Interactive publicó más de 160 juegos en varios medios interactivos.